# Hans Feige
Pour les articles homonymes, voir Feige.
 (mai 2014).
Si vous disposez d'ouvrages ou d'articles de référence ou si vous connaissez des sites web de qualité traitant du thème abordé ici, merci de compléter l'article en donnant les références utiles à sa vérifiabilité et en les liant à la section « Notes et références ».
Hans Feige est un General der Kavallerie puis General der Infanterie allemand, né le 10 novembre 1880 à Königsberg et mort le 17 septembre 1953 à Bad Schussenried.
Il a notamment servi au sein de la Heer de la Wehrmacht pendant la Seconde Guerre mondiale, de 1940 à 1941, avant d’être définitivement retiré du service actif.

## Biographie
Feige est le fils d'un officier. Il devient également un soldat professionnel et, en 1900, un lieutenant dans le 1er bataillon du 135e régiment d'infanterie (de) de l'armée prussienne. En 1903, il y est adjudant de bataillon. En 1909, il est transféré au 162e régiment d'infanterie (de), commandé à l'Académie de guerre et promu premier lieutenant. À partir de 1912, il sert à l'état-major général et est promu capitaine en 1913. Pendant la Première Guerre mondiale, il sert principalement à des postes d'état-major dans diverses formations. Il est blessé à deux reprises et reçoit plusieurs décorations dont la croix de fer.
Après la guerre, il rejoint les Freikorps, jusqu'à ce qu'il soit accepté dans la Reichswehr. Là encore, il occupe surtout des postes d'état-major ; il est promu Generalmajor le 1er octobre 1931 et Generalleutnant deux ans plus tard. Le 1er octobre 1933, il prend le commandement de la 1re division de cavalerie, qui est dissoute en 1935. Il prend sa retraite en 1935, comme General der Kavallerie.
Au début de la Seconde Guerre mondiale, il est rappelé au service actif et prend le commandement du 36e corps d'armée de montagne en mai 1940. Son unité participe à la chute de la France dans la région Lorraine. Il est nommé General der Infanterie en décembre 1940. Le corps est ensuite transféré en Norvège. En préparation de l'opération Barabarossa, le corps est déplacé dans le Centre de la Finlande. Lorsque l'offensive allemande est lancée le 22 juin 1941, son unité est, avec le 3e corps finlandais, chargée de rejoindre Salla et de couper Mourmansk du reste de la Russie lors de l'opération Renard arctique. Bien que Salla soit repris, l'avance de ses forces mal équipées est bientôt au point mort. Hans Feige est contraint par Nikolaus von Falkenhorst, commandant de l'armée de Norvège, de continuer l'offensive, qui obtient peu de résultats. L'offensive est finalement annulée en septembre 1941. En novembre, son commandement lui est retiré et il est placé dans la Führerreserve, où il reçoit la croix allemande en or. Ensuite, n'ayant plus de commandement opérationnel, il quitte définitivement le service actif le 30 juin 1942.

## Promotions
| Leutnant                                  | 22 mars 1900      |
| Oberleutnant                              | 18 octobre 1909   |
| Hauptmann                                 | 18 décembre 1913  |
| Major                                     | 15 juillet 1918   |
| Oberstleutnant                            | 1er avril 1925    |
| Oberst                                    | 1er avril 1928    |
| Generalmajor                              | 1er octobre 1931  |
| Generalleutnant                           | 1er octobre 1933  |
| Charakter als General der Kavallerie z.V. | 31 mars 1935      |
| General der Infanterie                    | 1er décembre 1940 |

## Décorations
- Croix de fer (1914)
  - 2e classe
  - 1re classe
- Croix de chevalier de l'ordre royal de Hohenzollern avec glaives
- Ordre du Mérite militaire (Bavière) 4e Classe avec glaives
- Ritterkreuz I. Klasse des Kgl. Sächs. Albrechts-Ordens avec glaives
- Grossherzoglich Mecklenburg-Schwerinsches Militär-Verdienstkreuz 2e Classe
- Grossherzoglich Oldenburgisches Friedrich August-Kreuz 2e Classe
- Grossherzoglich Oldenburgisches Friedrich August-Kreuz 1re Classe
- Ritterkreuz I. Klasse des Grossherzoglich Sachsen-Weimarischer Hausordens der Wachsamkeit oder vom weissen Falken mit Schwertern
- Ritterkreuz I. Klasse des Herzogl. Sachsen-Ernestinischer Hausordens avec glaives
- Fürstl. Reussisches Ehrenkreuz 3e Classe avec glaives
- Croix hanséatique de Lübeck
- k.u.k. Österr. Militär-Verdienstkreuz 3e Classe  avec décorations de guerre
- Türkischer Eiserner Halbmond
- Kommandeurkreuz des Kgl. Bulgar. Militär-Verdienstordens
- Insigne des blessés (1914)
  - en Noir
- Kgl. Preuss. Dienstauszeichnungskreuz
- Croix d'honneur
- Agrafe de la croix de fer (1939)
  - 2e classe (22 juin 1940)
  - 1re classe (22 juin 1940)
- Croix allemande en or le 19 décembre 1941 en tant que General der Kavallerie z.V. et commandant des Höheres-Kommando z.b.V. XXXVI
- Grosskreuz des Finn. Ordens der Weissen Rose avec glaives et étoiles